# سو گیونگ دوک
سو گیونگ دوک (انگلیسی: Seo Gyeongdeok; ۱ ژانویهٔ ۱۴۸۹ – ۱ ژانویهٔ ۱۵۴۶) فیلسوف، نئوکنفوسیانیسم اهل پادشاهی چوسان کره (کشور) بود.